# 白川在
白川 在（しらかわ ざい、1976年- ）は、日本の建築家。 住宅、集合住宅、店舗、など新築、増改築や内装の設計を全般的に行っている。2001年、伊東豊雄建築設計事務所入所。伊東事務所時代、「瞑想の森市営斎場」（岐阜）、「アルミコテージプロジェクト」（静岡）、「オスロウェストヴァーネンコンペ」（オスロ）等を担当。その後、独立。2008年、日本軽金属の蒲原工場内施設「アルミゲートハウス」、商業施設 「EiGHT MiLLiON銀座店」（中央区）を発表。佐藤可士和との協力で話題を呼んだ。弟は僧侶で、作家として「ボクは坊さん。」（ミシマ社）等の著者でもある白川密成である。

## 経歴
- 1976　愛媛県生まれ。幼少期を東京都世田谷区や瀬戸内海国立公園内にある中島（愛媛県松山市）、愛媛県今治市等で過ごす。
- 2001　法政大学大学院修士課程修了
- 2001-2002　法政大学大学院 渡辺真理 (建築家)研究室研究生
- 2001-2006　伊東豊雄建築設計事務所勤務
- 2007　建築設計白川冨川/sktk設立
- 2009　合同会社白川在建築設計事務所に改組
- 2009-　法政大学デザイン工学部兼任講師
- 2010-　武蔵野美術大学非常勤講師

## 受賞
- 2012　JIA優秀建築選
- 2012　アジアデザイン賞(香港)　銅賞
- 2012　グッドデザイン賞「間伐材トイレ」
- 2012　リーフ賞 2012 (英国), Young Architect of the Year, Shortlisted
- 2012　JCD design awards入選 (BEST100) 「栄福寺演仏堂」
- 2012　JCD design awards入選 (BEST100) 「間伐材トイレ」
- 2010　愛知建築士会名古屋支部設立20周年記念建築コンクール　入賞
- 2010　八王子市商業施設Nプロポーザル　1等
- 2009　グッドデザイン賞　（オフィス・店舗・生産関連施設）
- 2009　SDA賞　奨励賞
- 2009　JCDデザインアワード
- 2007　グッドデザイン賞　（建築・環境デザイン部門）
- 2000　日本建築士会懸賞設計競技　奨励賞
- 2000　建築学生設計大賞2000　準大賞
- 2000　日本建築学会設計競技　優秀賞
- 1999　東北学生設計競技1999　優秀賞
- 1999　第42回日本建築士会全国大会 Net Contest　優秀賞
- 1999　第12回コイズミ国際照明デザインコンペ　金賞

## 主な作品
- たき工房外苑前オフィス
- アルミゲートハウス（日本軽金属蒲原工場内工場施設）
- EiGHT MiLLiON銀座店
- EiGHT MiLLiON新宿店（サマンサタバサ新宿店）
- 栄福寺演仏堂